# Zděnek Písařík
Zděnek Písařík (12. srpna 1925 – 2008 Praha) byl československý a český zápasník – judista.

## Sportovní kariéra
S judem začínal ve vinohradské sokolovně v klubu těžké atletiky ČAK (dnešní Bohemians). V roce 1953 zastupoval Československý svaz juda u jeho přijetí do Evropské judistické unie v listopadu 1953. V roce 1954 startoval na mistrovství Evropy v belgickém Bruselu a v těžké váhové kategorii nad 80 kg získal titul mistra Evropy. Ten rok se poprvé soutěžilo mimo technických stupňů oficiálně ve váhových kategoriích, avšak britské a francouzské statistiky ročník 1954 neberou jako oficiální – zvláště britský postoj byl silně odmítavý k soutěžení ve váhových kategoriích ještě počátkem 60. let dvacátého století. Po skončení sportovní kariéry se věnoval především funkcionářské práci.